# Gloiocephala tibiicystis
Gloiocephala tibiicystis är en svampart som beskrevs av E. Horak & Desjardin 1994. Gloiocephala tibiicystis ingår i släktet Gloiocephala och familjen Physalacriaceae.   Inga underarter finns listade i Catalogue of Life.